# Абд аль-Азиз ибн Нух
Абд аль-Азиз ибн Нух II (родился и умер в X веке) — эмир династии Саманидов (992 год). Сын Нуха I (правил в 943 — 954 гг.), брат Абдулы Малика ибн Нуха I, дядя Нуха II (правил в 976-997 гг.), внук Насра II (правил в 914—943), правнук Ахмада ибн Исмаила (правил в 907—914).
В 992 году Караханиды под предводительством Бугра-хана вторглись во владения эмира Нуха II и ненадолго вырвали Бухару из-под контроля Саманидов. В Бухаре Бугра-хан заболел, и, чтобы город оставался под контролем Караханидов, он назначил Абд аль-Азиза правителем Саманидов, фактически марионеткой Караханидов. Затем Бугра-хан уехал из Бухары в Самарканд, но умер, не дойдя до города. Нух быстро воспользовался возможностью отвоевать Бухару, ослепил и заключил в тюрьму Абд аль-Азиза. После этого события Абд аль-Азиз исчез из источников и, вероятно, умер через несколько лет.